# Black MIDI

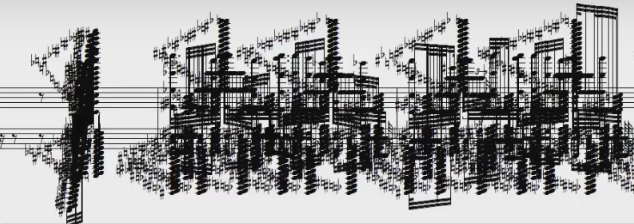
Partitura de uma Black MIDI.

Black MIDI é um gênero de música experimental no qual é empregado arquivos MIDI para compor canções. Compostas para serem impossíveis de serem executadas por seres humanos, as composições de Black MIDI tem como objetivo principal executar o máximo de notas possível e ainda sair algo minimamente audível do alto-falante. Neste tipo de música, as partituras são tão repletas de símbolos musicais que sua impressão produz um borrão negro no papel, daí o Black de seu nome.
Uma aplicação mais séria para esse tipo de experimentação seria a "melhoria" dos estímulos sensoriais auditivos em jogos eletrônicos do tipo "Bullet Hell".